# Nic Heijenrath
Nic Heijenrath (Kerkrade, 6 januari 1912 – Heerlen, 20 januari 1978) was een Nederlands voetbaltrainer. In de jaren 50 was hij hoofdtrainer bij Sittardia en Roda Sport.

## Erelijst
Sittardia
| Nationaal        |    |         |
| Eerste divisie B | 1x | 1958/59 |